# Fédération Internationale de l'Automobile

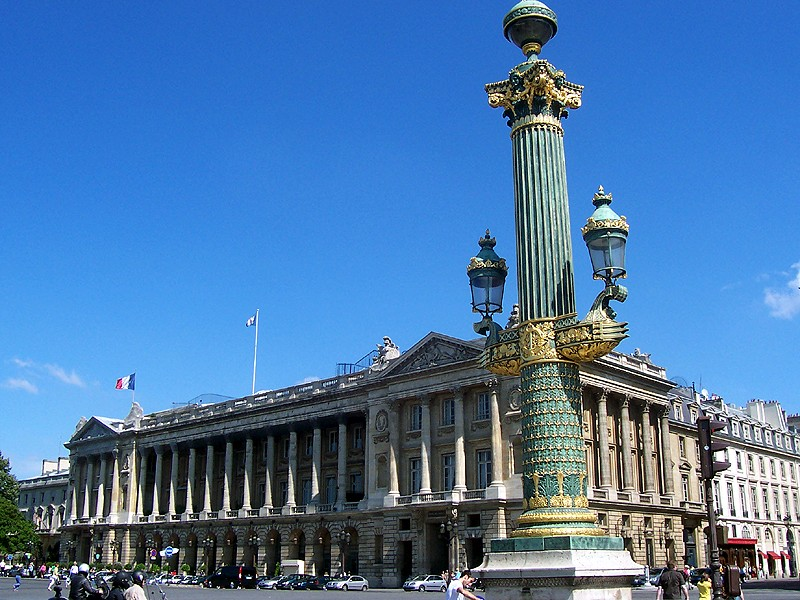
Hôtel de Crillon, FIA:s huvudkontor.

Fédération Internationale de l'Automobile, FIA, Internationella bil och bilsportsförbundet. FIA beslutar och administrerar regelverket för en stor del av världens bilsport bland annat Formel 1 och Le Mans och samlar motororganisationer över hela världen. Deras huvudkontor ligger på Place de la Concorde i Paris.
Bland FIA:s medlemmar finns Kungliga Automobil Klubben, Svensk Bilsport och Riksförbundet M Sverige, samt 238 andra organisationer från 144 länder. Ordförande är Mohammed ben Sulayem. Sedan 2013 är FIA fullständig medlem av Internationella olympiska kommittén.

## FIA-tävlingar
- FIA Formula One World Championship (Formel 1)
- FIA Formula Two Championship (Formel 2)
- FIA Formula E Championship (Formel E)
- FIA World Rally Championship (WRC)
- FIA World Rallycross Championship (WorldRX)
- FIA World Touring Car Championship (WTCC)
- FIA GT Championship (FIAGT)
- FIA GT3 European Championship (EuroGT)
- FIA European Touring Car Cup (ETCC)
- CIK-FIA Karting World Championship
- FIA European Truck Racing Championship
- FIA World Cup for Cross Country Rallies
- FIA International Cup Cross Country Bajas
- FIA European Drag Racing Championship
- FIA European Autocross Championship
- FIA European Rallycross Championship
- FIA Alternative Energies Cup
- FIA European Hill Climb Championship
- FIA European Hill Climb Cup
- FIA International Hill Climb Challenge
- FIA Historic Hill Climb Championship
- FIA Historic Rally Championship
- FIA Historic Racing Championships
- FIA Trophy for Historic Regularity Rallies
- FIA European Rally Cups
- FIA Middle East Rally Championship
- FIA African Rally Championship
- FIA Asia-Pacific Rally Championship (APRC)
- FIA European Rally Championship
- FIA Production World Rally Championship Grupp N

## FIA Gold Medal for Motor Sport
FIA:s guldmedalj för motorsport är en exklusiv utmärkelse som utdelats sedan 2004. De som fått FIA:s guldmedalj är:
- 2007 –  Mario Andretti
- 2006 –  Michael Schumacher
- 2005 –  Sir Stirling Moss
- 2004 –  Rainier III av Monaco

## Medlemmar

### Afrika
Algeriet
- Mechanical Sports Federation of Algeria (FASM) – Sport and Mobility
- Touring Club of Algeria (TCA) – Mobility

 Botswana
- Botswana Motor Sports – Sport
- Emergency Assist 991 – Mobility

 Burundi
- Automobile Club of Burundi (CAB) – Sport and Mobility

 Kongo-Brazzaville
- Automobile Federation of the Democratic Republic of Congo (FEDACO) – Sport and Mobility

 Egypt
- Automobile and Touring Club of Egypt (ATCE) – Sport and Mobility
- Ministry of Tourism of the Arab Republic of Egypt – Mobility

 Eritrea
- National Federation Motor Racing Eritrea – Sport

 Etiopien
- Ethiopian Motor Association (EMA) – Sport and Mobility

 Gabon
- Automobile Club of Gabon – Sport and Mobility

 Elfenbenskusten
- Federation Ivoirienne Du Sport Automobile (FISAM) – Sport

 Kenya
- Automobile Association of Kenya (AAK) – Mobility
- Kenya Motor Sports Foundation (KMSF) – Sport

 Libyen
- Automobile and Touring Club of Libya (ATCL) – Sport and Mobility

 Madagaskar
- Automobile Sport Federation of Madagascar (FSAM) – Sport

 Mauretanien
- Mechanical Sports Federation of Mauritania – Sport

 Mauritius
- Club Automobile de Rallye (CAR) – Sport

 Marocko
- Royal Moroccan Federation of Motor Sport (FRMSA) – Sport
- Royal Automobile Club of Morocco (RACM) – Mobility

 Moçambique
- Automobile and Touring Club of Mozambique (ATCM) – Sport and Mobility

 Namibia
- Automobile Association of Namibia (AAN) – Mobility
- Namibia Motor Sport Federation (NMSF) – Sport

 Nigeria
- Automobile Sports Club of Nigeria (ASCN) – Sport
- Automobile and Touring Club of Nigeria – Mobility

 Rwanda
- Rwanda Automobile Club (RAC) – Sport and Mobility

 Senegal
- Senegalaise Federation of Motor Sport and Motorcycle (FSSAM) – Sport
- Federation Senegalaise Des Rally (FSR) – Sport

 Sudan
- Sudan Automobile and Tourism Club (SAC) – Mobility
- Sudanese Automobile and Touring Club (SATC) – Sport and Mobility

 Sydafrika
- Automobile Association of South Africa (AASA) – Mobility
- Motorsport South Africa (MSA) – Sport

 Tanzania
- Automobile Association of Tanzania (AAT) – Sport and Mobility

 Tunisien
- National Automobile Club of Tunisia (NACT) – Sport and Mobility
- Touring Club of Tunisia (TCT) – Mobility

 Uganda
- Automobile Association of Uganda (AA Uganda) – Mobility
- Federation of Motor Sports Clubs of Uganda (FMU) – Sport

 Zambia
- Zambia Motor Sport Association (ZMSA) – Sport

 Zimbabwe
- Automobile Association of Zimbabwe (AAZ) – Mobility
- Zimbabwe Motor Sports Federation (ZMSF) – Sport

### Asien
Förenade Arabemiraten
- Automobile & Touring Club of the United Arab Emirates – Sport and Mobility

 Armenien
- Arvikon Automobile and Tourist Club – Mobility
- Automobile Federation of Armenia (FAA) – Sport and Mobility

 Azerbajdzjan
- Azerbaijan Automobile Federation (AAF) – Sport

 Bahrain
- Bahrain Motor Federation (BMF) – Sport and Mobility

 Bangladesh
- Automobile Association of Bangladesh (AAB) – Sport and Mobility

 Kambodja
- Automobile Association of Cambodia – Sport and Mobility

 Filippinerna
- Automobile Association Philippines (AAP) – Sport and Mobility

 Georgia
- Automobile Association of Georgia – Mobility
- Georgian Automobile Federation – Mobility
- Georgian Automobile Sport Federation – Sport

 Hong Kong
- Hong Kong Automobile Association (HKAA) – Sport and Mobility

 Indien
- Federation of Indian Automobile Associations (FIAA) – Mobility
- Federation of Motor Sports Clubs of India (FMSCI) – Sport and Mobility

 Indonesien
- Indonesian Motor Association (IMI) – Sport and Mobility

 Iran
- Motorcycle and Automobile Federation of the Islamic Republic of Iran (MAFIRI) – Sport
- Touring and Automobile Club of the Islamic Republic of Iran (TACI) – Mobility

 Irak
- Iraq Automobile and Touring Association – Mobility

 Israel
- Automobile and Touring Club of Israel (MEMSI) – Sport and Mobility

 Japan
- Japan Automobile Federation (JAF) – Sport and Mobility

 Yemen
- Yemen Club for Touring and Automobile (YCTA) – Sport and Mobility

 Jordanien
- Royal Automobile Club of Jordan (RACJ) – Sport and Mobility

 Kazakstan
- Automotorsport Federation of Republic of Kazakhstan – Sport
- Off Road Kazakhstan – Mobility

 Kina
- China Tourism Automobile and Cruise Association (CTACA) – Mobility
- Federation of Automobile Sports of China (FASC) – Sport and Mobility

 Kirgizistan
- Auto Motor Sport and Road Safety Federation – Sport

 Kuwait
- Kuwait Automobile and Touring Club (KATC) – Mobility
- Kuwait International Automobile Club (KIAC) – Sport and Mobility

 Libanon
- Automobile and Touring Club of Lebanon (ATCL) – Sport and Mobility

 Macau
- Automobile General Association Macao-China (China-Macau Autosports Club) – Sport and Mobility

 Malaysia
- Automobile Association of Malaysia (AAM) – Sport and Mobility

 Nepal
- Nepal Automobiles' Association – Sport

 Oman
- Oman Automobile Association (OAA) – Sport and Mobility

 Pakistan
- Automobile Association of Pakistan (AAP) – Mobility
- Motorsport Association of Pakistan (MAP) – Sport

 Palestina
- Palestinian Motor Sport and Motorcycle Federation – Sport and Mobility

 Qatar
- Qatar Automobile and Touring Club (QATC) – Mobility
- Qatar Motor and Motorcycle Federation (QMMF) – Sport

 Saudi Arabia
- Saudi Arabian Motor Sport Federation (SAMSF) – Sport
- Saudi Automobile and Touring Association (SATA) – Mobility
- Saudi Automobile Federation (SAF) – Mobility

 Singapore
- Automobile Association of Singapore (AAS) – Mobility
- Motor Sports Singapore (MSS) – Sport and Mobility

 Sri Lanka
- Automobile Association of Ceylon (AAC) – Mobility
- Ceylon Motor Sports Club (CMSC) – Sport

 Sydkorea
- Korea Automobile Association (KAA) – Mobility
- Korea Automobile Racing Association (KARA) – Sport

 Syrien
- Automobile and Touring Club of Syria (ATCS) – Mobility
- Syrian Automobile Club (SAC) – Sport and Mobility

 Kinesisk Taipei (Republiken Kina (Taiwan))
- Chinese Taipei Automobile Association (CTAA) – Mobility
- Chinese Taipei Motor Sports Association (CTMSA) – Sport

 Thailand
- Royal Automobile Association of Thailand (RAAT) – Sport and Mobility

 Turkmenistan
- National Center of Automobile Sports of Turkmenistan – Sport

### Europa
Albanien
- Automobile Club Albania (ACA) – Sport and Mobility

 Andorra
- Automobile Club of Andorra (ACA) – Sport and Mobility

 Belgien
- Royal Automobile Club of Belgium (RACB) – Sport and Mobility
- Touring Club Belgium (TCB) – Mobility

 Bosnien och Hercegovina
- Bosnia and Herzegovina Automobile Club (BIHAMK) – Mobility

 Bulgarien
- Bulgarian Automobile Union (UAB) – Sport and Mobility

 Danmark
- Dansk Automobil Sports Union (DASU) – Sport
- Forenede Danske Motorejere (FDM) – Mobility

 Estland
- Automobile Club of Estonia (EAK) – Mobility
- Estonian Autosport Union (EASU) – Sport and Mobility

 Finland
- AKK Motorsport (AKK) – Sport
- Automobilförbundet/Autoliitto (Automobile and Touring Club of Finland) (AL) – Mobility
- SF-Caravan (SFC) – Mobility

 Frankrike
- Automobile Club of France (ACF) – Mobility
- Automobile Club Association – Mobility
- Federation Francaise du Sport Automobile (FFSA) – Sport
- French Federation of Camping and Caravanning (FFCC) – Mobility

 Grekland
- Automobile and Touring Club of Greece (ELPA) – Sport and Mobility

 Vitryssland
- Belarusian Auto Moto Touring Club (BKA) – Mobility
- Automobile Federation of Belarus (FAB) – Sport and Mobility

 Ungern
- Hungarian Auto Club (MAK) – Mobility
- National Automobile Sport Federation of Hungary (MNASZ) – Sport

 Island
- Félag íslenskra bifreiðaeigenda (Icelandic Automobile Association) (FÍB) – Mobility
- Akstursíþróttasamband Íslands (Icelandic Motorsport Association) (AKIS) – Sport

 Irland
- Automobile Association Ireland (AA Ireland)
- Royal Irish Automobile Club (RIAC) – Sport

 Italien
- Automobile Club d'Italia (ACI) – Sport and Mobility

 Kroatien
- Croatian Car and Karting Federation (CCKF) – Sport
- Croatian Auto Club (HAK) – Mobility

 Cypern
- Cyprus Automobile Association (CAA) – Sport and Mobility

 Lettland
- Auto-Moto Society of Latvia (LAMB) – Mobility
- Latvian Federation of Motor Vehicles (LAF) – Sport

 Liechtenstein
- Automobile Club of the Principality of Liechtenstein (ACFL) – Sport and Mobility

 Litauen
- Association of Lithuanian Automobilists (LAS) – Mobility
- Lithuanian Automobile Club (LAC) – Mobility
- Lithuanian Automobile Sport Federation (LASF) – Sport

 Luxemburg
- Automobile Club of Luxembourg (ACL) – Sport and Mobility

 Malta
- Malta Motorsport Federation (MMF) – Sport
- Touring Club Malta (TCM) – Mobility

 Moldavien
- Automobile Club of Moldova – Mobility
- International Association of Road Hauliers of Moldova – Mobility

 Monaco
- Automobile Club de Monaco (ACM) – Sport and Mobility

 Montenegro
- Auto-Moto Association of Montenegro (AMSCG) – Sport and Mobility

 Nederländerna
- KNAC National Autosport Federation (KNAF) – Sport
- Royal Dutch Automobile Club (KNAC) – Mobility
- Royal Dutch Touring Club (ANWB) – Mobility

 Nordmakedonien
- Auto-Moto Association of Macedonia (AMSM) – Mobility

 Norge
- Norges Automobil-Forbund (NAF) – Mobility
- Kongelig Norsk Automobilklub (KNA) – Sport and Mobility

 Polen
- Polish Automobile and Motorcycle Association (PZM) – Sport and Mobility

 Portugal
- Automobile Club of Portugal (ACP) – Mobility
- Portuguese Federation of Auto Racing and Karting (FPAK) – Sport
- Federation of Portuguese Cycling and Bike Users (FPCUB) – Mobility

 Rumänien
- Automobile Club of Romania (ACR) – Sport and Mobility

 Ryssland
- Autoclub Assistance-Rus (ACAR) – Mobility
- Russian Automobile Federation (RAF) – Sport and Mobility
- Russian Automobile Society (RAS) – Mobility
- Russian Federation Auto Sport and Tourism (RFAST) – Mobility

 San Marino
- Auto Motoring Federation of Sam Marino (FAMS) – Sport

 Serbien
- Auto-Moto Association of Serbia (AMSS) – Sport and Mobility

 Slovakien
- Slovak Association of Motor Sport (SAMS) – Sport
- Slovakian Autotourist Club (SATC) – Mobility
- Autoklub Slovakia Assistance – Mobility

 Slovenien
- Automobile Association of Slovenia (AMZS) – Mobility
- Auto Sport Federation of Slovenia – Sport

 Spanien
- Royal Automobile Club of Spain (RACE) – Mobility
- Royal Spanish Federation of Racing (RFEA) – Sport
- Royal Automobile Club of Catalonia (RACC) – Mobility

 Sverige
- Kungliga Automobil Klubben (KAK) – Mobility
- Riksförbundet M Sverige – Mobility
- Svenska Bilsportförbundet (SBF) – Sport
- Sveriges MotorCyclister (SMC) – Mobility

 Schweiz
- Automobile Club de Suisse (ACS) – Mobility
- Auto Sport Suisse – Sport
- Touring Club Suisse (TCS) – Mobility

 Tyskland
- Allgemeiner Deutscher Automobil-Club (ADAC) – Mobility
- Automobilclub von Deutschland (AVD) – Mobility
- Deutscher Motor Sport Bund (DMSB) – Sport

 Tjeckien
- Autoclub of the Czech Republic (ACCR) – Sport and Mobility
- Ustredni Automotoklub CR (UAMK CR) – Mobility

 Turkiet
- Turkish Automobile Sports Federation (TOSFED) – Sport
- Touring and Automobile Club of Turkey (TTOK) – Mobility

 Storbritannien
- Automobile Association (AA) – Mobility
- Camping and Caravanning Club (CCC) – Mobility
- Caravan and Motorhome Club – Mobility
- IAM RoadSmart – Mobility
- Motor Sports Association (MSA) – Sport
- Royal Automobile Club (RAC) – Mobility

 Ukraina
- Automobile Federation of Ukraine (FAU) – Sport and Mobility

 Vatikanstaten
- Pontifical Council for the Pastoral Care of Migrants and Itinerants – Mobility

 Österrike
- Austrian Automobile Motorcycle and Touring Club (ÖAMTC) – Sport and Mobility
- Austrian Camping Club (ÖCC) – Mobility

### Nordamerika
Belize
- Belize Automobile Club (BAC) – Sport

 Bahamas
- Bahamas Motor Sports Association – Sport

 Barbados
- Barbados Motoring Federation (BMF) – Sport and Mobility

 Canada
- ASN Canada FIA – Sport
- Canadian Automobile Association (CAA) – Mobility

 Costa Rica
- Automobile Club of Costa Rica (ACCR) – Sport and Mobility

 Kuba
- Karting and Automobile Federation of Cuba (FAKC) – Sport and Mobility

 Dominikanska Republiken
- Dominican Automobile Club – Mobility
- Dominican Motor Racing Federation – Sport

 El Salvador
- Automobile Club of El Salvador (ACES) – Sport and Mobility

 Guatemala
- Automobile Club of Guatemala – Sport

 Haiti
- Auto Sport Haiti – Sport and Mobility

[[Fil:|21px|alt=Honduras|länk=Honduras|kantlinje]] Honduras
- Honduran Association of Motor Sport – Sport

 Jamaica
- Jamaica Automobile Association (JAA) – Mobility
- Jamaica Millennium Motoring Club (JMMC) – Sport and Mobility

 Mexico
- Mexican Association Automotives (AMA) – Mobility
- Domestic Car Association – Mobility
- Automovil Club de Mexico
- Mexican International Motor Sport Federation (OMDAI) – Sport

 Nicaragua
- Automotive Club of Nicaragua – Sport

 Panama
- Automotive Association of Touring and Sports of Panama (ASAI) – Sport and Mobility

 Puerto Rico
- Racing Federation of Puerto Rico – Sport and Mobility

 Trinidad och Tobago
- Trinidad and Tobago Automobile Association (TAA) – Mobility
- Trinidad and Tobago Automobile Sports Association (TTASA) – Sports

 USA
- American Automobile Touring Alliance (AATA) – Mobility
- Automobile Competition Committee for the United States (ACCUS) – Sport
- Safe Kids Worldwide

### Oceania
Australien
- Australian Automobile Association (AAA) – Mobility
- Confederation of Australian Motorsport (CAMS) – Sport

 Nya Zeeland
- Motorsport New Zealand (MSNZ) – Sport
- New Zealand Automobile Association (NZAA) – Mobility

### Sydamerika
Argentina
- Automovil Club Argentino (ACA) – Sport and Mobility

 Bolivia
- Bolivian Automobile Club (ACB) – Sport and Mobility

 Brazil
- Automotive Association of Brazil (AAB) – Mobility
- Brazilian Automobile Club – Mobility
- Brazilian Auto Racing Confederation (CBA) – Sport

 Chile
- Automobile Club of Chile – Mobility
- Chilean Federation of Motor Sport (FADECH) – Sport

 Colombia
- Touring and Automobile Club of Colombia (ACC) – Sport and Mobility

 Ecuador
- Automobile Club of Ecuador (ANETA) – Sport and Mobility

 Guyana
- Guyana Motor Racing and Sports Club – Sport

 Paraguay
- Touring and Automobile Club of Paraguay (TACPY) – Sport and Mobility

 Peru
- Touring and Automobile Club of Peru (TACP) – Sport and Mobility

 Uruguay
- Automobile Club of Uruguay (ACU) – Sport and Mobility

 Venezuela
- Touring and Automobile Club of Venezuela (TACV) – Sport and Mobility

### Associerade medlemmar
- International Association of Permanent Circuits
- EuroRAP
- International Federation of Motorhome Clubs
- Federation Internationale des Vehicules Anciens (FIVA)
- International Road Assessment Programme

## FIA:s ordförande
- 1904–1931 –  Étienne van Zuylen van Nyevelt
- 1931–1936 –  Robert de Vogüé
- 1936–1958 –  Jehan de Rohan-Chabot
- 1958–1963 –  Hadelin de Liedekerke-Beaufort
- 1963–1965 –  Filippo Caracciolo
- 1965–1971 –  Wilfred Andrews
- 1971–1975 –  Amaury de Merode
- 1975–1985 –  Paul Alfons von Metternich-Winneburg
- 1985–1993 –  Jean-Marie Balestre
- 1993–2009 –  Max Mosley
- 2009–2021 –  Jean Todt
- 2021–  –  Mohammed bin Sulayem